# Ossenreyerstraße 46 (Stralsund)
Das Haus mit der postalischen Adresse Ossenreyerstraße 46 ist ein unter Denkmalschutz stehendes Gebäude in der Ossenreyerstraße im Stadtgebiet Altstadt in Stralsund.

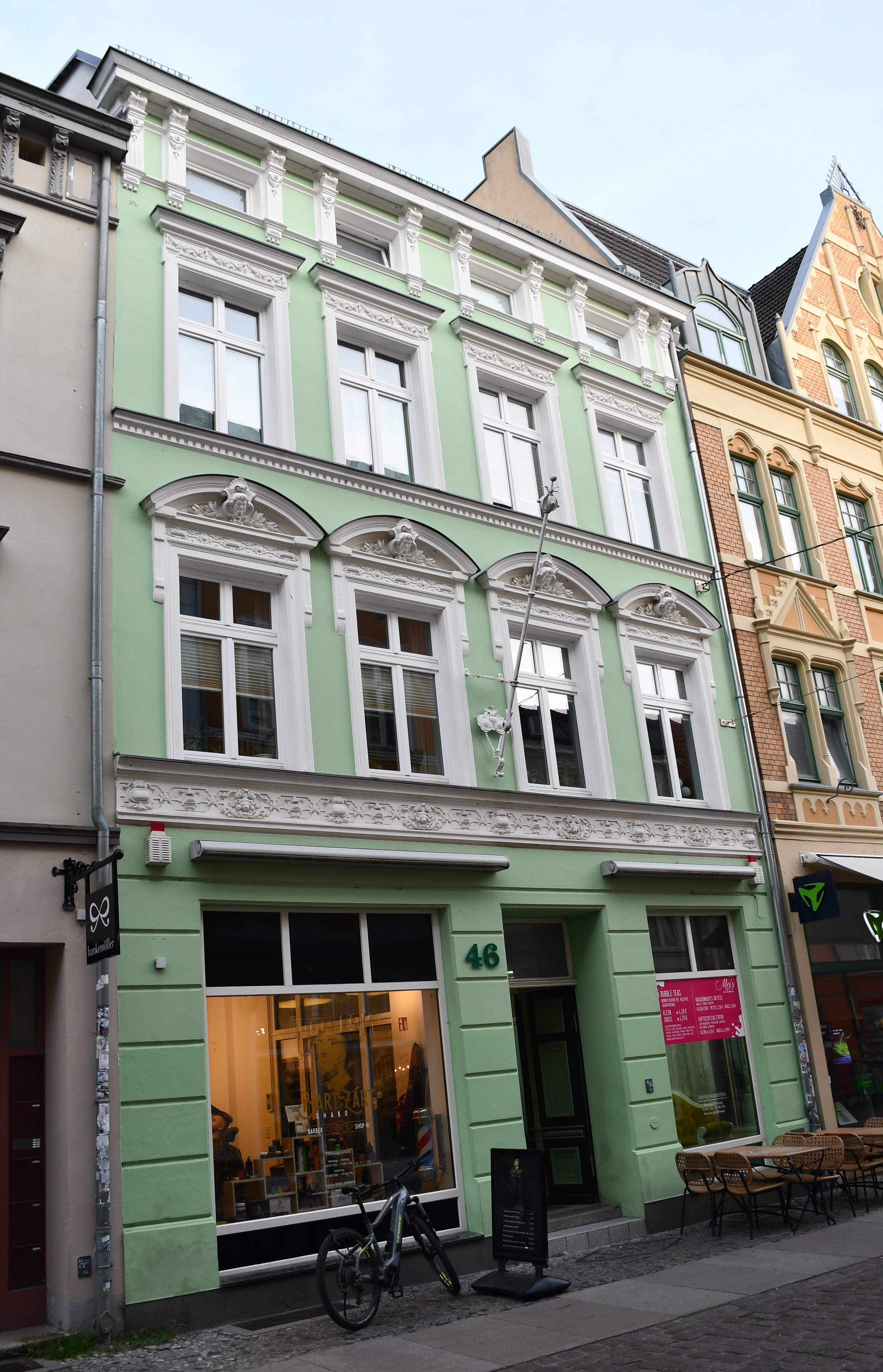
Ossenreyerstraße 46 (2023)

Der dreieinhalbgeschossige und vierachsige Putzbau wurde im Jahr 1874 errichtet. Die Fassade ist mit Formen im Stil der Neorenaissance aufwändig gegliedert. Das erste Obergeschoss zeigt Fenstereinfassungen mit segmentbogigen Verdachungen und eingesetzten Büsten. Am unteren Abschluss ist ein Stuckfries ausgeführt.
Das Gebäude liegt im Kerngebiet des von der UNESCO als Weltkulturerbe anerkannten Stadtgebietes des Kulturgutes „Historische Altstädte Stralsund und Wismar“. Es ist in die Liste der Baudenkmale in Stralsund eingetragen.